# Altes Rathaus (Gladbeck)

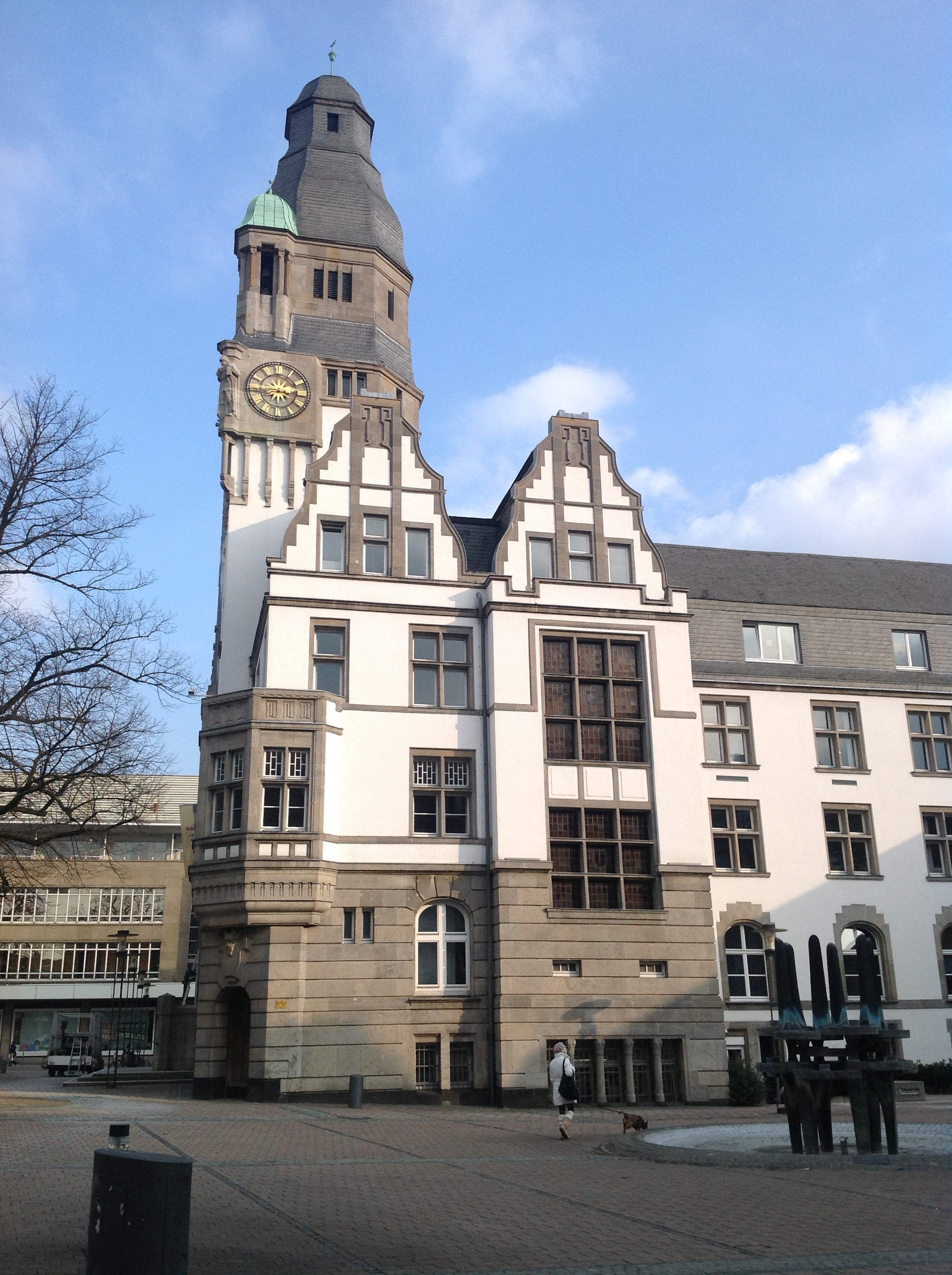
Altes Rathaus in Gladbeck

Das Alte Rathaus ist ein kommunales Verwaltungsgebäude in der Stadt Gladbeck (Nordrhein-Westfalen), Willy-Brandt-Platz 2. Zum Zeitpunkt seiner Errichtung galt es „ohne Zweifel [als] eines der sehenswertesten Bauwerke des Kreises“ Recklinghausen.

## Geschichte
Das heutige Alte Rathaus hatte als Amtshaus bereits zwei Vorgänger. Mit königlicher Verordnung vom 3. Oktober 1884 war das Dorf Gladbeck ab 1885 aus dem Amt Buer ausgegliedert und zu einem selbständigen Amt erhoben worden. Ein erstes Amtshaus entstand noch im Herbst 1885 an der Hochstraße kurz vor dem Übergang zur Bottroper Straße; es wurde wenig später noch um einen Anbau mit drei Diensträumen erweitert. Wegen der rasant steigenden Einwohnerzahl ergab sich jedoch schon bald die Notwendigkeit für ein größeres Verwaltungsgebäude, das 1897 als zweites Amtshaus unmittelbar neben dem ersten Amtshaus errichtet wurde. 
Keine zehn Jahre später erwies sich auch dieses Gebäude für die weiter wachsende Gemeinde als zu klein, und im April 1906 begannen die Ausschreibungen und Planungen für einen ausreichend großen Neubau.
Dieses neue Amtshaus in seiner ursprünglichen Gestalt wurde von dem Kölner Architekten Otto Müller-Jena entworfen, der dazu 1906 den Auftrag erhalten hatte. Seine Einweihung erfolgte am 6. Dezember 1910. Die Bildfenster des Großen Sitzungssaals waren von der Päpstlichen Hof-Glasmalerei W. Derix in Goch und Kevelaer nach Entwürfen des Gladbecker Geistlichen Johannes van Acken ausgeführt worden, die Verse in den farbigen Glasbildern stammten ebenfalls von ihm. Er hatte bereits im April 1910 anlässlich des 25-jährigen Amtsjubiläums des ersten Gladbecker Amtmanns, Heinrich Korte, „ein längeres Sinngedicht [verfasst], in dem er die Erfolge und die Hoffnungen der seit über drei Jahrzehnten aufstrebenden Gemeinde zum Ausdruck brachte“. Im Gegensatz zum ebenfalls von Müller-Jena konzipierten, auf einem großen Platz nach allen Seiten freistehenden Rathaus in Recklinghausen wurde dem neuen Gladbecker Amtshaus das Ideal eines „neuen Rathaustypus“ zugeschrieben: „An diesem hervorragenden, packenden Bauwerk ist ‚der ganze repräsentative Teil an einer Stelle zur größtmöglichen Monumentalität gesteigert, während der Bureauteil des Gebäudes, in untergeordnete Straßen eingreifend, sich in einfacher Sachlichkeit an den Hauptbau anschließt‘“. Nach der Erhebung Gladbecks zur Stadt im Jahr 1919 wurde aus dem nunmehr dritten Amtshaus das Rathaus.
Ab 1923 wurde das Gebäude erheblich erweitert: Nachdem ein östlicher und ein westlicher Flügel hinzugefügt worden waren, wurde das Haus auch nach Süden hin erweitert. Im Zweiten Weltkrieg wurde das Rathaus durch Bomben schwer beschädigt, unter anderem wurden auch die großen Bildfenster zerstört.
Wilhelm de Graaff schuf 1954 neue bleiverglaste Bildfenster für den Ratssaal, auf denen Berufe, die einen Bezug zur Gladbecker Geschichte haben, und markante Gebäude Gladbecks dargestellt sind. Der 45 Meter hohe Turm mit zwei Turmuhren ist mit dem Relief eines Wächters geschmückt, der die Attribute Horn und Laterne bei sich hat. Das Kunstwerk wurde von dem Kölner Bildhauer Carl von Mering geschaffen.
Im Turm hängen zwei Glocken, viertelstündlich ertönt ein Glockenschlag. Das alte Uhrwerk war bis 2013 in Betrieb, mittlerweile wird das Zeigerwerk der beiden Turmuhren elektronisch gesteuert. Seit 2006 gibt es in Gladbeck auch ein Neues Rathaus.